# Mełamed

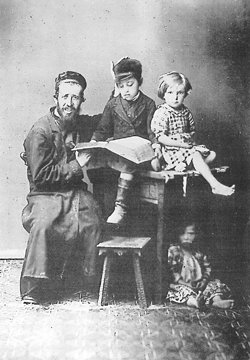
Mełamed z Podola (XIX wiek)

Mełamed (jid. ‏מלמד‎ melamed, hebr. ‏מְלַמֵּד‎ melamed) – nauczyciel w chederze, nierzadko także jego właściciel . Instytucja mełameda rozpowszechniona była zwłaszcza wśród Żydów Europy Wschodniej .

## Do roku 1648
Zgodnie z nakazem sformułowanym w Księdze Powtórzonego Prawa, Żydzi mają obowiązek wpajania dzieciom podstaw tradycji judaistycznej. Stąd też już w Talmudzie pojawiają się wzmianki o zatrudnianiu nauczycieli .
Przed pogromami z lat 1648–1649 mełamedzi mieli dość wysoki status społeczny, zwłaszcza ci z terenów Polski. Później, po wyjeździe wielu z nich, mełamedami zostawały często osoby niezbyt kompetentne, niemogące znaleźć innego zajęcia .

## Po roku 1648
Nauka w chederze opierała się na mechanicznym zapamiętywaniu materiału i łączyła się często ze stosowaniem kar cielesnych, odbywała się także w złych warunkach higienicznych (szkoła połączona była z domem ubogiego zwykle mełameda, a uczniowie przebywali tam niemal cały dzień), dlatego zawód ten nie cieszył się zbytnim poważaniem, mełamed nie mógł także liczyć na wysokie dochody. Zarówno sposoby, jak i warunki pracy mełameda były ostro krytykowane przez zwolenników postępu już w XIX wieku, choć we wspomnieniach czy literaturze pięknej znajdują się niekiedy pozytywne wzmianki o nauczycielu poświęcającym się wychowaniu i nauczaniu dzieci żydowskich .
Ponieważ liczba uczniów w chederze była dość znaczna, mełamedowi pomagał często belfer (niekiedy także nazywany mełamedem) .

## Nadzór nad mełamedami
W czasach autonomii żydowskiej w Polsce, czyli do połowy XVIII wieku, nauczanie w chederze i praca mełameda podlegały kontroli ze strony gminy żydowskiej, która miała także wpływ na wysokość wynagrodzenia nauczycieli. Natomiast w okresie zaborów władze państwowe usiłowały niejednokrotnie wprowadzić nadzór nad mełamedami, tak by wykorzystać ich do realizacji własnej polityki i wywarcia wpływu na środowiska żydowskie (najbardziej zdecydowane działania podejmowano w zaborze rosyjskim). Na początku XX wieku pojawiły się próby usamodzielnienia się części nauczycielstwa żydowskiego (np. w 1906 roku powstał w Warszawie Związek Właścicieli Chederów i Szkół Początkowych) .